# Orahovo (Berane)
Pour les articles homonymes, voir Orahovo.
Orahovo (en serbe cyrillique : Орахово) est un village du nord-est du Monténégro, dans la municipalité de Berane.

## Démographie

### Évolution historique de la population
| 1948 | 1953 | 1961 | 1971 | 1981 | 1991 | 2003 |
| ---- | ---- | ---- | ---- | ---- | ---- | ---- |
| 173  | 204  | 231  | 235  | 200  | 179  | 130  |